# Forte Dellec
Il forte Dellec fu uno dei forti a protezione della rada di Brest, una rada di mare davanti alla città di Brest.

## Storia

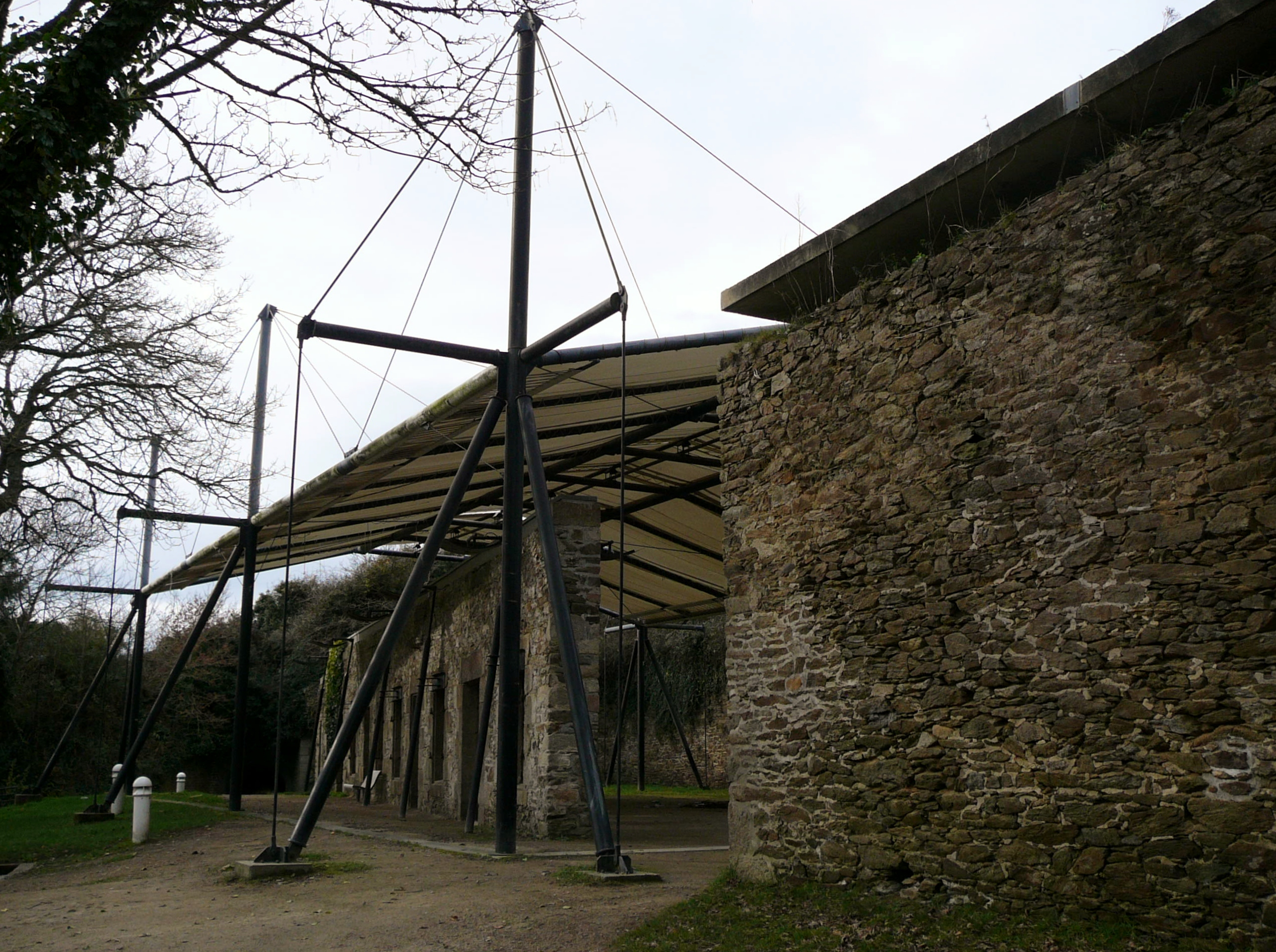
Vista del forte

Il forte fu voluto da Sébastien Le Prestre de Vauban nel XVII secolo, costruito nel 1747 e si trova nel territorio comunale di Plouzané.
L'entrata principale si trova a est, dopo un piccolo ponticello. A ovest invece si trova un bastione a tre facciate. Il 24 giugno 1880 arrivò l'avviso di installare al forte 2 cannoni da 32c e così come altri 4 dello stesso calibro e 6 mortai di tipo 27c per la batteria esterna. Nel 1892 si abbandono' l'idea dei 2 cannoni 32c e l'anno seguente si decise per 4 cannoni da 47 mm. Tra il 1900 e il 1914 si decise di prendere 6 cannoni del modello M da 47 mm modello 1885 T.R. e nel 1893 il forte fu dotato di un proiettore da 90 cm.
A ovest del forte, si trova un'altra struttura fortificata, denominata "Gran Dellec", una batteria per 4 cannoni da 32 cm modello 1870-1881.
Nel forte si possono anche scorgere le tracce che i tedeschi hanno lasciato quando hanno nuovamente modificato il forte, inserendo qualche camera da combattimento (bunker del Vallo Atlantico).
Il forte si trova in un buon grado di conservazione, ed è per questo che recentemente è stato messo in sicurezza per poter ospitare dei momenti culturali e musicali a cielo aperto. Si trova lungo il sentiero costiero (sentier côtier) che collega Brest a Le Conquet; è un luogo calmo e rilassante, ideale per pic-nic.
Dal forte si possono ammirare le falesie della penisola di Crozon e della rada di Brest, dove transitano tutte le navi che fanno scalo a Brest. Poco distante si trova anche il porto di Dellec e l'istituto Télécom Bretagne.